# Flughafen Trondheim

i7
i11
i13
Der Flughafen Trondheim (norwegisch Trondheim Lufthavn, Værnes; IATA-Code: TRD, ICAO-Code: ENVA) ist ein norwegischer Flughafen 25 km östlich von Trondheim. Mit rund 4,4 Millionen Passagieren ist er der drittgrößte Flughafen des Landes nach Oslo und Bergen. Es gibt zwei Terminals: Terminal A fertigt die Inlandsflüge ab, Terminal B die internationalen Flüge. Am Terminal A gibt es fünf Fluggastbrücken.
Der zivile Flughafen teilt sich das Gelände mit einem Stützpunkt der norwegischen Luftstreitkräfte, die hier jedoch keine fliegenden Einheiten mehr stationiert hat. Die Einrichtung, inzwischen als Værnes garnison bezeichnet und von anderen Teilen der Streitkräfte mitgenutzt, wird bei Bedarf insbesondere als Nachschubbasis von Transportflugzeugen der United States Air Force genutzt.

## Geschichte

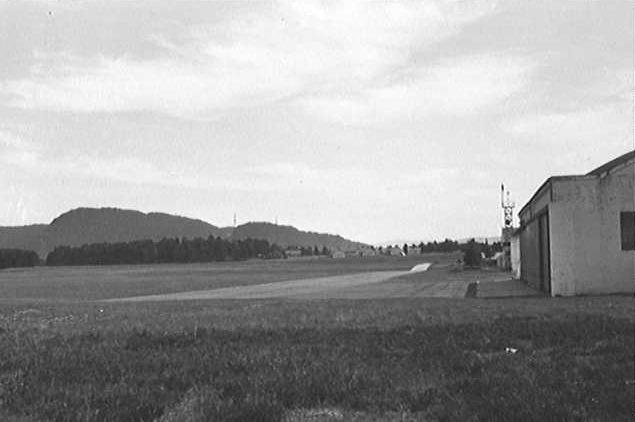
Værnes, 1936

### Anfänge
Das Gelände des Flughafens wird bereits seit 1887 militärisch genutzt. Die erste Flugzeugbewegung datiert aus dem Jahr 1914 und in der Folge entstand eine erste Flugplatz-Infrastruktur.

### Deutsche Besatzungszeit
Der Flughafen wurde 1940 bis 1942 während der deutschen Besatzung zu einem Fliegerhorst der Luftwaffe mit drei Landebahnen erweitert, hat heute jedoch nur noch eine Landebahn in Betrieb. Die Luftwaffe nutzte den Fliegerhorst mit wenigen Ausnahmen als Stützpunkt mehrmotoriger Flugzeuge; eine der Ausnahmen war eine Ausbildungsstaffel der Jagdgruppe Drontheim (JGr. Drontheim), deren Jäger des Typs Bf 109T ab Juni 1941 ein Jahr lang in Trondheim stationiert waren.

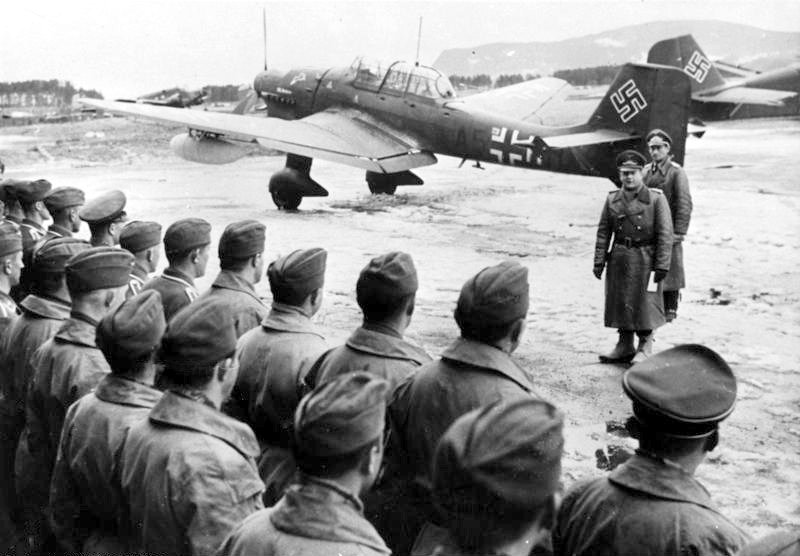
Generaloberst Milch 1940 beim Sturzkampfgeschwader 1 in Værnes; im Hintergrund Stuka Ju 87R

Als erster Verband lagen hier ab April 1940 die I. Gruppe des Sturzkampfgeschwaders 1 mit Junkers Ju 87 sowie größere Teile des mit He 111H ausgerüsteten Kampfgeschwaders 26 (KG 26), bereits ab Mai jedoch nur noch die III. Gruppe, die auch nur bis zum Juli in Værnes verblieb. Von Dezember 1941 bis März 1944 hatte der Fliegerführer Nord (West) sein Hauptquartier in den Gebäuden des untergebracht. Daneben lag hier in diesen Monaten ein Teil der Aufklärungsgruppe 120. Längerfristig, bis Oktober 1944, blieb die Wettererkundungsstaffel 5 (Wekusta 5) in Værnes stationiert. Die I. Gruppe des KG 26 verlegt im Januar 1942 nochmals für drei Monate nach Værnes. Sie wurde dann durch die I. Gruppe des Kampfgeschwaders 40 (KG 40) ersetzt, die hier bis Januar 1943 und erneut zwischen Juli und Oktober 1944 stationiert blieb. In dieser zweiten Phase lag hier daneben noch die III. Gruppe des KG 40 mit der Fw 200 und ab Juli 1944 zusätzlich der He 177. Von Oktober 1943 bis Juli 1944 nutzte daneben ein Teil der Aufklärungsgruppe 22 den Platz. Als letzter Verband der Luftwaffe kehrte das KG 26 im Oktober 1944 nach Værnes zurück, anfangs lediglich die III. und ab November auch der Stab und die II. Gruppe. Dieses inzwischen mit Ju 88A (die III. Gruppe flog auch Ju 188) ausgerüstete Geschwader blieb bis Kriegsende in Trondheim.

### Zeit nach 1945
Die Luftforsvaret nutzte Værnes nach dem Krieg als Militärflugplatz weiter. Hier lagen nach Kriegsende anfangs zwei und im weiteren Verlauf des Jahres 1945 eine Staffel Spitfire Mk. IXE, die beide, aus Norwegern gebildet, damals noch zur britischen Royal Air Force gehörten. Die verbliebene Staffel blieb bis 1949; sie war allerdings in den Jahren 1946/1947 deaktiviert.
Nach dem Beginn des Kalten Krieges kam es noch über einen kurzen Zeitraum zur Stationierung von Düsenjägern. Die meisten der Vampire F.Mk.3 der 337. Skavdron lagen zwischen April 1953 und September 1955 in Værnes. Am längsten blieb Vaernes ab 1952 die Heimat der Luftforsvarets Flygeskole. Die Flugschule bestand hier bis 2002.

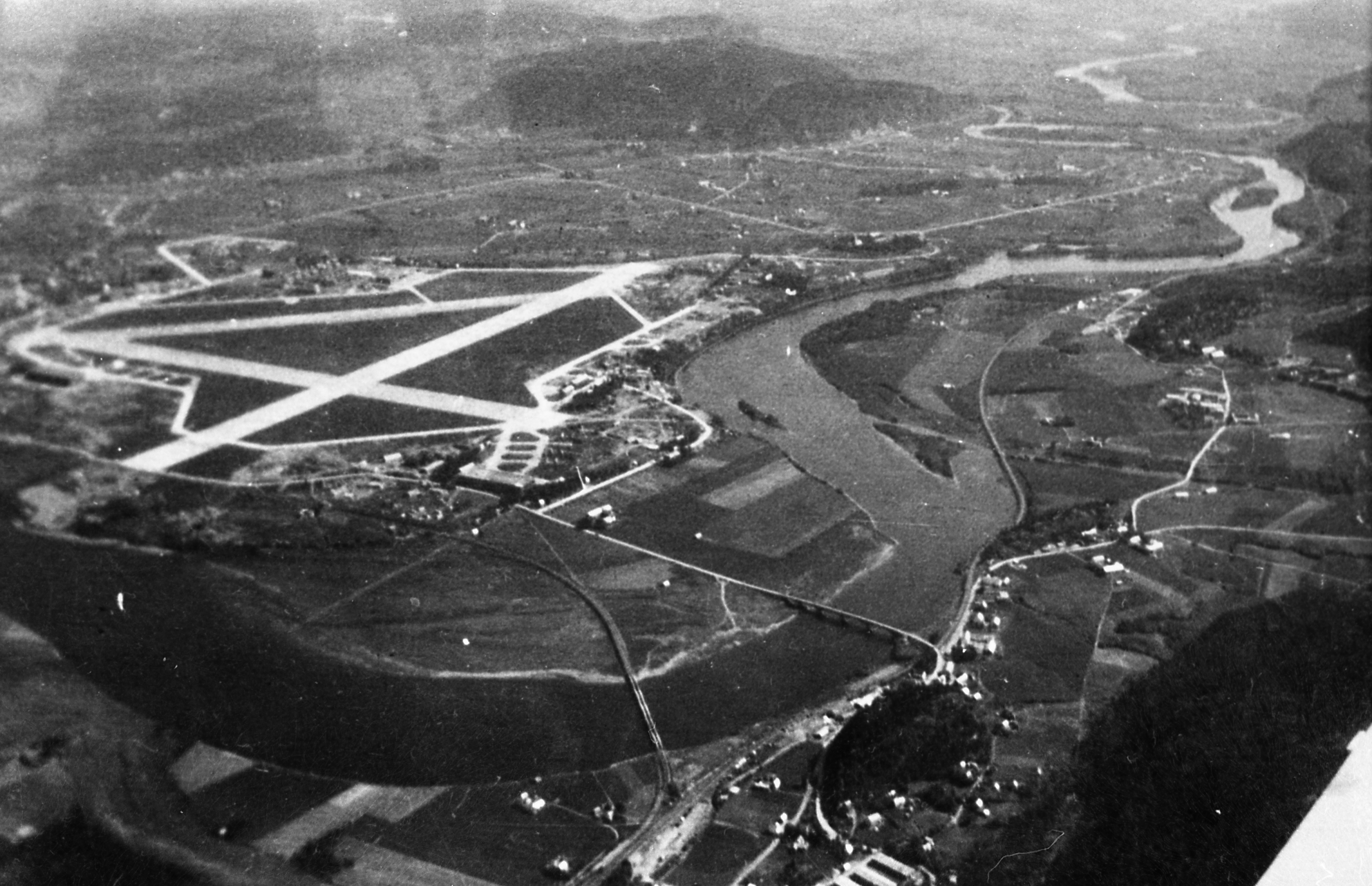
Der Flughafen um 1925; noch umfließt der Stjørdalselva die Ost-West-Landebahn

Die 2849 m lange und 45 m breite Landebahn 09/27 wurde 1961 in den Trondheimfjord bzw. dessen Ausläufer Stjørdalsfjord hinein verlängert. Dazu wurde die Mündung des von Osten im Stjørdalen heranfließenden Stjørdalselva nach Süden verlegt.
Seit 1994 gibt es einen Flughafenbahnhof der Nordlandsbanen zwischen Trondheim und Bodø.
Als Folge der Ausweitung des Russisch-Ukrainischen Kriegs im Jahr 2022 soll der militärische Bereich modernisiert werden um zukünftig im Krisen- oder Kriegsfall eine größere Anzahl alliierter Flugzeuge aufnehmen zu können.

## Fluggesellschaften und Ziele
Der Flughafen wird direkt aus Deutschland nur von Berlin durch Norwegian und München durch Lufthansa angeflogen. Es gibt Verbindungen mit SAS via Kopenhagen und via Oslo sowie mit KLM via Amsterdam. Auch Norwegian fliegt ihn via Oslo an. Die Strecke nach Oslo wird bis zu 16-mal täglich mit SAS und bis zu 11-mal täglich mit Norwegian bedient, die Strecke nach Kopenhagen bis zu viermal täglich. Daneben gibt es einige innernorwegische Verbindungen, Verbindungen nach Nordeuropa sowie saisonal zahlreiche Flüge zu Urlaubszielen rund ums Mittelmeer.

## Sonstiges

### Flughafen Trondheim-Lade
Früher besaß Trondheim nördlich der Stadt bei Lade den stadtnäheren Flughafen Trondheim-Lade. Dieser entstand 1940 für die deutsche Luftwaffe und wurde bis 1965 genutzt. Die Luftwaffe stationierte dort Teile des Jagdgeschwaders 5 (Mitte 1942 bis Anfang 1944 und erneut im Winter 1944/1945) und des Zerstörergeschwaders 26 (Winter 1944/1945), die mit Bf 109G bzw. Bf 110G ausgerüstet waren.
Nach dem Krieg wurde der Flughafen zivil genutzt. Er lag ab 1952, als Lade eingemeindet wurde, auf Trondheimer Stadtgebiet. Das Flugplatzgelände war ein günstiger Standort für ein benötigtes Industriegebiet und wurde daher im Jahr 1965 geschlossen.

### Wasserflugplatz Jonsvatnet
In den Jahren 1936 bis 1939 nutzte die Det Norske Luftfartselskap (DNL) den Jonsvatnet-Stausee südöstlich von Trondheim in den Sommermonaten als Wasserflugplatz für ihre dreimal wöchentlich durch Wasserflugzeuge bediente Sommerroute zwischen Bergen und Tromsø mit Zwischenstopps in Ålesund, Molde, Kristiansund, Trondheim, Brønnøysund, Sandnessjøen, Bodø, Narvik und Harstad.
Während und nach der deutschen Invasion Norwegens im April 1940 wurde der zugefrorene Jonsvatnet von der Luftwaffe als wichtiger Behelfsflugplatz genutzt, und bis zu 60 Maschinen waren zeitweise dort stationiert. Als das Eis dann schmolz, gingen mindestens drei Flugzeuge im See verloren: eine Heinkel He 111, eine Junkers Ju 88 und eine Junkers Ju 52. Das Wrack der Ju 52 wurde beim Bau einer der Wasserleitungen in den 1980er Jahren zerstört. Die Wracks der beiden Bomber wurden nach mehreren Jahren sorgfältiger Vorbereitung 2005 gehoben. Bei der Suche nach den Wracks wurde auch das einer Arado Ar 196 gefunden, die später während des Kriegs in den See abgestürzt war; dieses Wrack blieb als Kriegsgräberstätte jedoch ungestört.

## Verkehrszahlen
| Jahr | Fluggastaufkommen | Luftfracht (Tonnen) (mit Luftpost) | Flugbewegungen (mit Militär) |
| ---- | ----------------- | ---------------------------------- | ---------------------------- |
| 2022 | 3.803.933         | 1.006                              | 57.415                       |
| 2021 | 2.062.299         | 952                                | 42.965                       |
| 2020 | 1.802.826         | -                                  | 36.869                       |
| 2019 | 4.381.921         | -                                  | 57.169                       |
| 2018 | 4.441.870         | -                                  | 58.273                       |
| 2017 | 4.428.897         | -                                  | 60.152                       |
| 2016 | 4.417.490         | -                                  | 61.663                       |
| 2015 | 4.352.721         | -                                  | 60.643                       |
| 2014 | 4.416.681         | 5.187                              | 61.474                       |
| 2013 | 4.313.547         | 5.383                              | 60.830                       |
| 2012 | 4.160.284         | 5.109                              | 60.988                       |
| 2011 | 3.926.461         | 4.898                              | 57.912                       |
| 2010 | 3.521.734         | 5.322                              | 55.474                       |
| 2009 | 3.424.965         | 6.207                              | 54.686                       |
| 2008 | 3.474.264         | 7.553                              | 57.402                       |
| 2007 | 2.999.647         | 6.672                              | 54.954                       |
| 2006 | 3.167.601         | 4.694                              | 53.328                       |
| 2005 | 2.579.856         | 5.532                              | 51.351                       |
| 2004 | 2.436.569         | 5.145                              | 49.577                       |
| 2003 | 2.614.133         | -                                  | 48.592                       |
| 2002 | 2.529.876         | 6.378                              | 48.690                       |
| 2001 | 2.705.636         | 10.208                             | 54.725                       |
| 2000 | 2.831.607         | 12.080                             | 55.874                       |
| 1999 | 2.873.008         | 12.542                             | 63.253                       |